# Креспадоро
Креспадо̀ро (на италиански: Crespadoro; на венециански: Crespaoro, Креспаоро) е село и община в Северна Италия, провинция Виченца, регион Венето. Разположено е на 363 m надморска височина. Населението на общината е 1330 души (към 2015 г.).